# Hammersmith
Hammersmith er et område i bydelen Hammersmith and Fulham i London, Storbritannien. Hammersmith er beliggende på nordsiden af Themsen, ca. 8 km. vest for Charing Cross.
Hammersmith er et af Londons kommercielle centre og rummer bl.a. indkøbscentre og domiciler for multinationale selskaber som Coca-Cola, The Walt Disney Company, L'Oréal og Sony Ericsson.
Området betjenes af to London Underground-stationer; begge kaldet Hammersmith. Den ene betjenes af Piccadilly line og District line, mens den anden betjenes af Hammersmith & City line og Circle line.

## Geografi
Området grænser op til Shepherd's Bush mod nord, West Kensington mod øst, Chiswick mod vest og forbindes via Hammersmith Bridge til Barnes mod sydvest.
51°29′34″N 0°13′22″V / 51.4928°N 0.2229°V